# Lobuhole
Lobuhole is een bestuurslaag in het regentschap Tapanuli Utara van de provincie Noord-Sumatra, Indonesië. Lobuhole telt 1141 inwoners (volkstelling 2010).